# Planococcoides njalensis
Planococcoides njalensis är en insektsart som först beskrevs av Robert Malcolm Laing 1929.  Planococcoides njalensis ingår i släktet Planococcoides och familjen ullsköldlöss. Inga underarter finns listade i Catalogue of Life.